# Campeonato de Invierno 2007 (Costa Rica)
El Campeonato de Invierno 2007 fue la edición 89° del torneo de liga de la Primera División del fútbol costarricense. Se trató del primer torneo corto, luego del cambio de formato de competencia, con el que se abrió la temporada 2007-08.
El equipo Deportivo Saprissa se proclamó campeón de la temporada, logró su título número «26» y consiguió su tercer tricampeonato en la historia, tras treinta y tres años de haber logrado el anterior.

## Sistema de competición
El torneo de la Primera División está conformado en dos partes:
- Fase de clasificación: Se integra por las 16 jornadas del torneo.
- Fase final: Se integra por los cuartos de final, semifinales y final.

### Fase de clasificación
En la fase de clasificación se observará el sistema de puntos. La ubicación en la tabla general está sujeta a lo siguiente:
- Por juego ganado se obtendrán tres puntos.
- Por juego empatado se obtendrá un punto.
- Por juego perdido no se otorgan puntos.

En esta fase participan los 12 clubes de la Primera División jugando en dos grupos A y B durante las 16 jornadas respectivas.
El orden de los clubes al final de la fase de calificación del torneo corresponderá a la suma de los puntos obtenidos por cada uno de ellos y se presentará en forma descendente. Si al finalizar las 16 jornadas del torneo, dos o más clubes estuviesen empatados en puntos, su posición en la tabla general será determinada atendiendo a los siguientes criterios de desempate:
1. Mayor diferencia positiva general de goles. Este resultado se obtiene mediante la sumatoria de los goles anotados a todos los rivales, en cada campeonato menos los goles recibidos de estos.
2. Mayor cantidad de goles a favor, anotados a todos los rivales dentro de la misma competencia.
3. Mejor puntuación particular que hayan conseguido en las confrontaciones particulares entre ellos mismos.
4. Mayor diferencia positiva particular de goles, la cual se obtiene sumando los goles de los equipos empatados y restándole los goles recibidos.
5. Mayor cantidad de goles a favor que hayan conseguido en las confrontaciones entre ellos mismos.
6. Como última alternativa, la UNAFUT realizaría un sorteo para el desempate.

### Fase final
Los seis clubes calificados para esta fase del torneo serán reubicados de acuerdo con el lugar que ocupen en la tabla general al término de la jornada 16, con el puesto del número uno al club mejor clasificado, y así hasta el tercero por cada grupo. Los partidos a esta fase se desarrollan a visita recíproca, en las siguientes etapas:
- Cuartos de final
- Semifinales
- Final

Los líderes de sus respectivos grupos esperarían su rival de la serie de cuartos de final, disputando las semifinales y posteriormente la final por el título.

## Información de los equipos
| Equipo                    | Entrenador           | Ciudad                  | Estadio           | Capacidad | Fundación       |
| ------------------------- | -------------------- | ----------------------- | ----------------- | --------- | --------------- |
| L. D. Alajuelense         | Luis Diego Arnáez    | Alajuela                | Morera Soto       | 17 895    | 1919 (88 años)  |
| Brujas F. C.              | Mauricio Wright      | Desamparados, San José  | "Cuty" Monge      | 5 500     | 2004 (3 años)   |
| A. D. Carmelita           | Mauricio Montero     | Santa Bárbara, Heredia  | Carlos Alvarado   | 2 000     | 1948 (59 años)  |
| C. S. Cartaginés          | Giovanni Alfaro      | Cartago                 | "Fello" Meza      | 13 500    | 1906 (101 años) |
| C. S. Herediano           | Javier Delgado       | Heredia                 | Rosabal Cordero   | 8 721     | 1921 (86 años)  |
| Liberia Mía               | Benigno Guido        | Liberia, Guanacaste     | Edgardo Baltodano | 5 797     | 1977 (30 años)  |
| Pérez Zeledón             | Óscar Alegre         | Pérez Zeledón, San José | Pérez Zeledón     | 6 100     | 1991 (16 años)  |
| Puntarenas F. C.          | Alejandro Larrea     | Puntarenas              | "Lito" Pérez      | 4 105     | 2004 (3 años)   |
| A. D. San Carlos          | Juan Carlos Arguedas | San Carlos, Alajuela    | Carlos Ugalde     | 5 600     | 1965 (42 años)  |
| Santos de Guápiles        | Ronald Mora          | Guápiles, Limón         | Ebal Rodríguez    | 4 500     | 1961 (46 años)  |
| Deportivo Saprissa        | Jeaustin Campos      | Tibás, San José         | Ricardo Saprissa  | 23 112    | 1961 (72 años)  |
| Universidad de Costa Rica | Ricardo Rodríguez    | Montes de Oca, San José | Ecológico         | 1 800     | 1941 (66 años)  |

### Cambios de entrenadores
| Equipo                    | Entrenador (jornadas)                                                     |
| ------------------------- | ------------------------------------------------------------------------- |
| L. D. Alajuelense         | Carlos Restrepo (1-16) Luis Diego Arnáez (Cuartos ida - Semifinal vuelta) |
| C. S. Cartaginés          | Ronald Mora (1-6) Giovanni Alfaro (7-11; 13-16) Juan Carlos Arguedas (12) |
| Liberia Mía               | Benigno Guido (1-5; 9-16) Nicolás Philibert (6-8)                         |
| Pérez Zeledón             | Johnny Chaves (1 - Cuartos ida) Óscar Alegre (Cuartos vuelta)             |
| Puntarenas F. C.          | Luis Diego Arnáez (1-6; 8-13) Alejandro Larrea (7; 14-16)                 |
| A. D. San Carlos          | Julio César Cortés (1-9) Juan Carlos Arguedas (10-16)                     |
| Santos de Guápiles        | Milton Morales (1-6) Ronald Mora (7-16)                                   |
| Universidad de Costa Rica | Marvin Solano (1-15) Ricardo Rodríguez (16)                               |

### Equipos por provincia
| Saprissa Herediano Carmelita Brujas Alajuelense San Carlos UCR Pérez Zeledón Cartaginés Puntarenas Santos Liberia |

| Provincia  | N.º | Equipos                                                           |
| ---------- | --- | ----------------------------------------------------------------- |
| San José   | 4   | Deportivo Saprissa Brujas Pérez Zeledón Universidad de Costa Rica |
| Alajuela   | 2   | Alajuelense San Carlos                                            |
| Heredia    | 2   | Herediano Carmelita                                               |
| Limón      | 1   | Santos de Guápiles                                                |
| Cartago    | 1   | Cartaginés                                                        |
| Guanacaste | 1   | Liberia                                                           |
| Puntarenas | 1   | Puntarenas                                                        |

### Ascenso y descenso
| a la Segunda División |
| --------------------- |
| A. D. Santacruceña    |

| a la Primera División     |
| ------------------------- |
| Universidad de Costa Rica |

## Fase de clasificación

### Tabla de posiciones

#### Grupo A
| Pos. | Equipo              | Pts. | PJ | PG | PE | PP | GF | GC | Dif. |
| ---- | ------------------- | ---- | -- | -- | -- | -- | -- | -- | ---- |
| 1.º  | C. S. Herediano     | 28   | 16 | 7  | 7  | 2  | 23 | 12 | 11   |
| 2.º  | L. D. Alajuelense   | 28   | 16 | 7  | 7  | 2  | 23 | 14 | 9    |
| 3.º  | A. D. Carmelita     | 24   | 16 | 6  | 6  | 4  | 21 | 20 | 1    |
| 4.º  | Puntarenas F. C.    | 22   | 16 | 5  | 7  | 4  | 19 | 20 | −1   |
| 5.º  | A. D. San Carlos    | 21   | 16 | 6  | 3  | 7  | 21 | 23 | −2   |
| 6.º  | Univ. de Costa Rica | 13   | 16 | 3  | 4  | 9  | 19 | 26 | −7   |

|  | Clasifica a las semifinales      |
|  | Clasifica a los cuartos de final |

#### Grupo B
| Pos. | Equipo             | Pts. | PJ | PG | PE | PP | GF | GC | Dif. |
| ---- | ------------------ | ---- | -- | -- | -- | -- | -- | -- | ---- |
| 1.º  | Deportivo Saprissa | 29   | 16 | 9  | 2  | 5  | 22 | 16 | 6    |
| 2.º  | Brujas F. C.       | 24   | 16 | 6  | 6  | 4  | 26 | 24 | 2    |
| 3.º  | Pérez Zeledón      | 20   | 16 | 6  | 2  | 8  | 29 | 26 | 3    |
| 4.º  | Liberia Mía        | 17   | 16 | 4  | 5  | 7  | 20 | 24 | −4   |
| 5.º  | Santos de Guápiles | 17   | 16 | 4  | 5  | 7  | 18 | 24 | −6   |
| 6.º  | C. S. Cartaginés   | 16   | 16 | 4  | 4  | 8  | 16 | 30 | −14  |

|  | Clasifica a las semifinales      |
|  | Clasifica a los cuartos de final |

### Resumen de resultados
| Local / Visita            | ADC   | SC    | BRU   | CSC   | CSH   | SAP   | LDA   | LIB   | MPZ   | PFC   | SAN   | UCR   |
| ------------------------- | ----- | ----- | ----- | ----- | ----- | ----- | ----- | ----- | ----- | ----- | ----- | ----- |
| A. D. Carmelita           |       | 2 - 1 | 1 - 0 |       | 1 - 1 | 0 - 1 | 1 - 3 |       |       | 2 - 0 | 2 - 2 | 3 - 1 |
| A. D. San Carlos          | 2 - 0 |       | 1 - 2 | 2 - 1 |       | 2 - 0 | 1 - 1 | 2 - 1 |       | 3 - 0 |       | 1 - 2 |
| Brujas F. C.              |       |       |       | 1 - 1 | 2 - 2 | 2 - 1 | 1 - 1 | 2 - 1 | 2 - 2 |       | 3 - 1 | 1 - 0 |
| C. S. Cartaginés          | 1 - 3 |       | 1 - 1 |       | 2 - 1 | 2 - 1 |       | 1 - 2 | 2 - 1 |       | 2 - 2 | 1 - 2 |
| C. S. Herediano           | 1 - 1 | 4 - 0 |       |       |       |       | 1 - 1 |       | 3 - 0 | 1 - 0 | 2 - 1 | 1 - 0 |
| C. S. Herediano           | 1 - 1 | 1 - 1 |       |       |       |       | 1 - 1 |       | 3 - 0 | 1 - 0 | 2 - 1 | 1 - 0 |
| Deportivo Saprissa        |       |       | 2 - 1 | 4 - 0 | 2 - 0 |       | 0 - 0 | 1 - 0 | 2 - 1 |       | 1 - 0 | 3 - 2 |
| L. D. Alajuelense         | 0 - 0 | 2 - 0 |       | 2 - 0 | 0 - 1 |       |       | 4 - 1 |       | 1 - 1 |       | 2 - 2 |
| L. D. Alajuelense         | 0 - 0 | 2 - 0 | 2 - 0 | 2 - 0 | 0 - 1 |       |       | 4 - 1 |       |       |       | 2 - 2 |
| Liberia Mía               | 1 - 2 |       | 2 - 2 | 4 - 0 | 0 - 3 | 0 - 0 |       |       | 3 - 2 | 1 - 1 | 1 - 1 |       |
| Pérez Zeledón             | 4 - 1 | 3 - 1 | 1 - 1 | 4 - 1 |       | 0 - 2 | 3 - 0 | 2 - 1 |       | 2 - 3 |       |       |
| Puntarenas F. C.          | 1 - 1 | 1 - 1 | 4 - 3 | 0 - 0 | 0 - 0 | 4 - 1 |       |       |       |       | 1 - 0 | 0 - 0 |
| Santos de Guápiles        |       | 2 - 1 | 1 - 3 | 1 - 1 |       | 2 - 1 | 1 - 2 | 0 - 0 | 0 - 2 |       |       |       |
| Santos de Guápiles        | 2 - 1 | 2 - 1 | 1 - 3 | 1 - 1 |       | 2 - 1 | 1 - 2 | 0 - 0 |       |       |       |       |
| Universidad de Costa Rica | 1 - 1 | 1 - 2 |       |       | 1 - 1 |       | 1 - 2 | 1 - 2 | 2 - 1 | 2 - 3 | 1 - 2 |       |

|  | Victoria del equipo local     |
|  | Empate                        |
|  | Victoria del equipo visitante |

## Fase final
| Cuartos de final (1, 2 y 9 de diciembre) | Cuartos de final (1, 2 y 9 de diciembre) | Cuartos de final (1, 2 y 9 de diciembre) |  |  | Semifinales (12, 15 y 16 de diciembre) | Semifinales (12, 15 y 16 de diciembre) | Semifinales (12, 15 y 16 de diciembre) |  |          | Final (19 y 23 de diciembre) | Final (19 y 23 de diciembre) | Final (19 y 23 de diciembre) |
|                                          |                                          |                                          |  |  |                                        |                                        |                                        |  |          |                              |                              |                              |
|                                          |                                          |                                          |  |  | Herediano                              | 0                                      | 1                                      |  |          |                              |                              |                              |
| Brujas                                   | 0                                        | 2                                        |  |  | Brujas                                 | 0                                      | 0                                      |  |          |                              |                              |                              |
| Carmelita                                | 1                                        | 0                                        |  |  |                                        |                                        |                                        |  |          | Herediano                    | 0                            | 2                            |
|                                          |                                          |                                          |  |  |                                        |                                        |                                        |  | Saprissa | 2                            | 2                            |                              |
|                                          |                                          |                                          |  |  | Saprissa                               | 1                                      | 1                                      |  |          |                              |                              |                              |
| Pérez Zeledón                            | 1                                        | 0                                        |  |  | Alajuelense                            | 0                                      | 1                                      |  |          |                              |                              |                              |
| Alajuelense                              | 2                                        | 3                                        |  |  |                                        |                                        |                                        |  |          |                              |                              |                              |

### Cuartos de final

#### Alajuelense - Pérez Zeledón
| 1 de diciembre de 2007, 20:00                                               | Pérez Zeledón                        | 1:2 (0:1) | L. D. Alajuelense               | Estadio Municipal, Pérez Zeledón, San José |                            |
|                                                                             | - Bill González 70' (Diego Quesada ) | Reporte   | - Pablo Gabas 4' (Montero ) 86' | Árbitro(s): Randall Poveda                 | Árbitro(s): Randall Poveda |
| Hubo un apagón eléctrico al minuto 20' que retrasó el juego por media hora. |                                      |           |                                 |                                            |                            |

| 9 de diciembre de 2007, 17:00        | L. D. Alajuelense                                                          | 3:0 (0:0) | Pérez Zeledón | Estadio Morera Soto, Alajuela |                               |
|                                      | - Víctor Núñez 54' (Mario Víquez ) - Winston Parks 76' 86' (Wardy Alfaro ) | Reporte   |               | Árbitro(s): Alexandro Jiménez | Árbitro(s): Alexandro Jiménez |
| Alajuelense avanzó a las semifinales |                                                                            |           |               |                               |                               |

#### Brujas - Carmelita
| 2 de diciembre de 2007, 15:00 | A. D. Carmelita                 | 1:0 (1:0) | Brujas F. C. | Estadio Carlos Alvarado, Santa Bárbara, Heredia |                          |
|                               | - Alejandro González 30' (pen.) | Reporte   |              | Árbitro(s): Vinicio Mena                        | Árbitro(s): Vinicio Mena |

| 9 de diciembre de 2007, 11:00   | Brujas F. C.                                                               | 2:0 (0:0) | A. D. Carmelita | Estadio "Cuty" Monge, Desamparados, San José |                            |
|                                 | - Ricardo Steer 79' (Daniel Jiménez ) - Danny Fonseca 83' (Paolo Jiménez ) | Reporte   |                 | Árbitro(s): Wálter Quesada                   | Árbitro(s): Wálter Quesada |
| Brujas avanzó a las semifinales |                                                                            |           |                 |                                              |                            |

### Semifinales

#### Herediano - Brujas
| 12 de diciembre de 2007, 12:00 | Brujas F. C. | 0:0     | C. S. Herediano | Estadio "Cuty" Monge, Desamparados, San José |                       |
|                                |              | Reporte |                 | Árbitro(s): Hugo Cruz                        | Árbitro(s): Hugo Cruz |

| 15 de diciembre de 2007, 20:30 | C. S. Herediano                      | 1:0 (0:0, 0:0) (1:0 t. s.) | Brujas F. C. | Estadio Rosabal Cordero, Heredia |                            |
|                                | - Marvin Angulo 92' (Félix Montoya ) | Reporte                    |              | Árbitro(s): Wálter Quesada       | Árbitro(s): Wálter Quesada |
| Herediano avanzó a la final    |                                      |                            |              |                                  |                            |

#### Saprissa - Alajuelense
| 12 de diciembre de 2007, 20:00 | L. D. Alajuelense | 0:1 (0:1) | Deportivo Saprissa      | Estadio Morera Soto, Alajuela |                            |
|                                |                   | Reporte   | - Alejandro Alpízar 39' | Árbitro(s): Luis Rodríguez    | Árbitro(s): Luis Rodríguez |

| 16 de diciembre de 2007, 16:00 | Deportivo Saprissa                      | 1:1 (1:1) | L. D. Alajuelense                  | Estadio Ricardo Saprissa, Tibás, San José |                             |
|                                | - Rónald Gómez 24' (Alejandro Alpízar ) | Reporte   | - Víctor Núñez 37' (Mario Víquez ) | Árbitro(s): Édgar Rodríguez               | Árbitro(s): Édgar Rodríguez |
| Saprissa avanzó a la final     |                                         |           |                                    |                                           |                             |

### Final
| 19 de diciembre de 2007, 20:00 | C. S. Herediano | 0:2 (0:2) | Deportivo Saprissa                                                     | Estadio Rosabal Cordero, Heredia |                            |
|                                |                 | Reporte   | - Moctezuma Serrato 39' (autogol) - Celso Borges 45+1' (Alonso Solís ) | Árbitro(s): Randall Poveda       | Árbitro(s): Randall Poveda |

| 23 de diciembre de 2007, 16:00 | Deportivo Saprissa                                               | 2:2 (2:1) | C. S. Herediano                           | Estadio Ricardo Saprissa, Tibás, San José |                            |
|                                | - Try Benneth 2' (Alonso Solís ) - José Villalobos 33' (autogol) | Reporte   | - Marvin Angulo 45' - Félix Montoya 90+5' | Árbitro(s): Wálter Quesada                | Árbitro(s): Wálter Quesada |

#### Final - ida
| -     | POR   | Ricardo González     |     |
|       | DEF   | Luis Daniel Vallejos | 46' |
|       | DEF   | Robert Arias         |     |
|       | DEF   | Mauricio Solís       |     |
|       | DEF   | Leonardo González    |     |
|       | MED   | Félix Montoya        |     |
|       | MED   | Marvin Angulo        |     |
|       | MED   | Jafet Soto           | 62' |
|       | MED   | Júnior Díaz          |     |
|       | DEL   | Moctezuma Serrato    | 46' |
|       | DEL   | Kenneth Vargas       |     |
| D. T. | D. T. | Javier Delgado       |     |

| -     | POR   | Fausto González   |     |
|       | DEF   | Víctor Cordero    |     |
|       | DEF   | Jervis Drummond   |     |
|       | DEF   | Gabriel Badilla   |     |
|       | DEF   | Try Benneth       |     |
|       | DEF   | Andrés Núñez      |     |
|       | MED   | José Luis López   |     |
|       | MED   | Celso Borges      |     |
|       | MED   | Armando Alonso    | 87' |
|       | DEL   | Alonso Solís      | 67' |
|       | DEL   | Alejandro Alpízar | 74' |
| D. T. | D. T. | Jeaustin Campos   |     |

| - | Defensa   | Carlos Johnson    | 46' |
|   | Delantero | Jonathan McDonald | 46' |
|   | Delantero | Athim Rooper      | 62' |

| - | Delantero      | Éver Alfaro       | 67' |
|   | Centrocampista | Michael Barrantes | 74' |
|   | Defensa        | Randall Porras    | 87' |

| 39' (a.g.) · 45+1' | Moctezuma Serrato Celso Borges | 0:1 0:2 |

| Principal  | Randall Poveda     |
| Asistentes | Édgar Mora         |
|            | Alejandro Azofeifa |

| -     | POR   | Ricardo González     |     |
|       | DEF   | Luis Daniel Vallejos | 46' |
|       | DEF   | Robert Arias         |     |
|       | DEF   | Mauricio Solís       |     |
|       | DEF   | Leonardo González    |     |
|       | MED   | Félix Montoya        |     |
|       | MED   | Marvin Angulo        |     |
|       | MED   | Jafet Soto           | 62' |
|       | MED   | Júnior Díaz          |     |
|       | DEL   | Moctezuma Serrato    | 46' |
|       | DEL   | Kenneth Vargas       |     |
| D. T. | D. T. | Javier Delgado       |     |

| -     | POR   | Fausto González   |     |
|       | DEF   | Víctor Cordero    |     |
|       | DEF   | Jervis Drummond   |     |
|       | DEF   | Gabriel Badilla   |     |
|       | DEF   | Try Benneth       |     |
|       | DEF   | Andrés Núñez      |     |
|       | MED   | José Luis López   |     |
|       | MED   | Celso Borges      |     |
|       | MED   | Armando Alonso    | 87' |
|       | DEL   | Alonso Solís      | 67' |
|       | DEL   | Alejandro Alpízar | 74' |
| D. T. | D. T. | Jeaustin Campos   |     |

| - | Defensa   | Carlos Johnson    | 46' |
|   | Delantero | Jonathan McDonald | 46' |
|   | Delantero | Athim Rooper      | 62' |

| - | Delantero      | Éver Alfaro       | 67' |
|   | Centrocampista | Michael Barrantes | 74' |
|   | Defensa        | Randall Porras    | 87' |

| 39' (a.g.) · 45+1' | Moctezuma Serrato Celso Borges | 0:1 0:2 |

| Principal  | Randall Poveda     |
| Asistentes | Édgar Mora         |
|            | Alejandro Azofeifa |

| -     | POR   | Ricardo González     |     |
|       | DEF   | Luis Daniel Vallejos | 46' |
|       | DEF   | Robert Arias         |     |
|       | DEF   | Mauricio Solís       |     |
|       | DEF   | Leonardo González    |     |
|       | MED   | Félix Montoya        |     |
|       | MED   | Marvin Angulo        |     |
|       | MED   | Jafet Soto           | 62' |
|       | MED   | Júnior Díaz          |     |
|       | DEL   | Moctezuma Serrato    | 46' |
|       | DEL   | Kenneth Vargas       |     |
| D. T. | D. T. | Javier Delgado       |     |

| -     | POR   | Fausto González   |     |
|       | DEF   | Víctor Cordero    |     |
|       | DEF   | Jervis Drummond   |     |
|       | DEF   | Gabriel Badilla   |     |
|       | DEF   | Try Benneth       |     |
|       | DEF   | Andrés Núñez      |     |
|       | MED   | José Luis López   |     |
|       | MED   | Celso Borges      |     |
|       | MED   | Armando Alonso    | 87' |
|       | DEL   | Alonso Solís      | 67' |
|       | DEL   | Alejandro Alpízar | 74' |
| D. T. | D. T. | Jeaustin Campos   |     |

| - | Defensa   | Carlos Johnson    | 46' |
|   | Delantero | Jonathan McDonald | 46' |
|   | Delantero | Athim Rooper      | 62' |

| - | Delantero      | Éver Alfaro       | 67' |
|   | Centrocampista | Michael Barrantes | 74' |
|   | Defensa        | Randall Porras    | 87' |

| 39' (a.g.) · 45+1' | Moctezuma Serrato Celso Borges | 0:1 0:2 |

| Principal  | Randall Poveda     |
| Asistentes | Édgar Mora         |
|            | Alejandro Azofeifa |

| -     | POR   | Ricardo González     |     |
|       | DEF   | Luis Daniel Vallejos | 46' |
|       | DEF   | Robert Arias         |     |
|       | DEF   | Mauricio Solís       |     |
|       | DEF   | Leonardo González    |     |
|       | MED   | Félix Montoya        |     |
|       | MED   | Marvin Angulo        |     |
|       | MED   | Jafet Soto           | 62' |
|       | MED   | Júnior Díaz          |     |
|       | DEL   | Moctezuma Serrato    | 46' |
|       | DEL   | Kenneth Vargas       |     |
| D. T. | D. T. | Javier Delgado       |     |

| -     | POR   | Fausto González   |     |
|       | DEF   | Víctor Cordero    |     |
|       | DEF   | Jervis Drummond   |     |
|       | DEF   | Gabriel Badilla   |     |
|       | DEF   | Try Benneth       |     |
|       | DEF   | Andrés Núñez      |     |
|       | MED   | José Luis López   |     |
|       | MED   | Celso Borges      |     |
|       | MED   | Armando Alonso    | 87' |
|       | DEL   | Alonso Solís      | 67' |
|       | DEL   | Alejandro Alpízar | 74' |
| D. T. | D. T. | Jeaustin Campos   |     |

| - | Defensa   | Carlos Johnson    | 46' |
|   | Delantero | Jonathan McDonald | 46' |
|   | Delantero | Athim Rooper      | 62' |

| - | Delantero      | Éver Alfaro       | 67' |
|   | Centrocampista | Michael Barrantes | 74' |
|   | Defensa        | Randall Porras    | 87' |

| 39' (a.g.) · 45+1' | Moctezuma Serrato Celso Borges | 0:1 0:2 |

| Principal  | Randall Poveda     |
| Asistentes | Édgar Mora         |
|            | Alejandro Azofeifa |

#### Final - vuelta
| -     | POR   | Fausto González   |     |
|       | DEF   | Víctor Cordero    |     |
|       | DEF   | Jervis Drummond   |     |
|       | DEF   | Gabriel Badilla   |     |
|       | DEF   | Try Benneth       |     |
|       | DEF   | Andrés Núñez      | 85' |
|       | MED   | José Luis López   |     |
|       | MED   | Celso Borges      |     |
|       | MED   | Armando Alonso    |     |
|       | DEL   | Alejandro Alpízar | 72' |
|       | DEL   | Alonso Solís      | 54' |
| D. T. | D. T. | Jeaustin Campos   |     |

| -     | POR   | Ricardo González  |     |
|       | DEF   | Robert Arias      |     |
|       | DEF   | José Villalobos   |     |
|       | DEF   | Leonardo González |     |
|       | DEF   | Carlos Johnson    |     |
|       | MED   | Félix Montoya     |     |
|       | MED   | Júnior Díaz       |     |
|       | MED   | Marvin Angulo     |     |
|       | MED   | Jafet Soto        |     |
|       | DEL   | Jonathan McDonald |     |
|       | DEL   | Kenneth Vargas    | 35' |
| D. T. | D. T. | Javier Delgado    |     |

| - | Centrocampista | Walter Centeno | 54' |
|   | Delantero      | Rónald Gómez   | 72' |
|   | Centrocampista | Pablo Brenes   | 85' |

| - | Centrocampista | Franklin Chacón  | 35' |
|   | Delantero      | Gerald Drummond  | 54' |
|   | Delantero      | Jonathan Bolaños | 61' |

| 2' · 33' (a.g.) | Try Benneth José Villalobos | 1:0 2:0 |

| 45' · 90+5' | Marvin Angulo Félix Montoya | 2:1 2:2 |

| Principal  | Wálter Quesada |
| Asistentes | Leonel Leal    |
|            | Édgar Otárola  |

| -     | POR   | Fausto González   |     |
|       | DEF   | Víctor Cordero    |     |
|       | DEF   | Jervis Drummond   |     |
|       | DEF   | Gabriel Badilla   |     |
|       | DEF   | Try Benneth       |     |
|       | DEF   | Andrés Núñez      | 85' |
|       | MED   | José Luis López   |     |
|       | MED   | Celso Borges      |     |
|       | MED   | Armando Alonso    |     |
|       | DEL   | Alejandro Alpízar | 72' |
|       | DEL   | Alonso Solís      | 54' |
| D. T. | D. T. | Jeaustin Campos   |     |

| -     | POR   | Ricardo González  |     |
|       | DEF   | Robert Arias      |     |
|       | DEF   | José Villalobos   |     |
|       | DEF   | Leonardo González |     |
|       | DEF   | Carlos Johnson    |     |
|       | MED   | Félix Montoya     |     |
|       | MED   | Júnior Díaz       |     |
|       | MED   | Marvin Angulo     |     |
|       | MED   | Jafet Soto        |     |
|       | DEL   | Jonathan McDonald |     |
|       | DEL   | Kenneth Vargas    | 35' |
| D. T. | D. T. | Javier Delgado    |     |

| - | Centrocampista | Walter Centeno | 54' |
|   | Delantero      | Rónald Gómez   | 72' |
|   | Centrocampista | Pablo Brenes   | 85' |

| - | Centrocampista | Franklin Chacón  | 35' |
|   | Delantero      | Gerald Drummond  | 54' |
|   | Delantero      | Jonathan Bolaños | 61' |

| 2' · 33' (a.g.) | Try Benneth José Villalobos | 1:0 2:0 |

| 45' · 90+5' | Marvin Angulo Félix Montoya | 2:1 2:2 |

| Principal  | Wálter Quesada |
| Asistentes | Leonel Leal    |
|            | Édgar Otárola  |

| -     | POR   | Fausto González   |     |
|       | DEF   | Víctor Cordero    |     |
|       | DEF   | Jervis Drummond   |     |
|       | DEF   | Gabriel Badilla   |     |
|       | DEF   | Try Benneth       |     |
|       | DEF   | Andrés Núñez      | 85' |
|       | MED   | José Luis López   |     |
|       | MED   | Celso Borges      |     |
|       | MED   | Armando Alonso    |     |
|       | DEL   | Alejandro Alpízar | 72' |
|       | DEL   | Alonso Solís      | 54' |
| D. T. | D. T. | Jeaustin Campos   |     |

| -     | POR   | Ricardo González  |     |
|       | DEF   | Robert Arias      |     |
|       | DEF   | José Villalobos   |     |
|       | DEF   | Leonardo González |     |
|       | DEF   | Carlos Johnson    |     |
|       | MED   | Félix Montoya     |     |
|       | MED   | Júnior Díaz       |     |
|       | MED   | Marvin Angulo     |     |
|       | MED   | Jafet Soto        |     |
|       | DEL   | Jonathan McDonald |     |
|       | DEL   | Kenneth Vargas    | 35' |
| D. T. | D. T. | Javier Delgado    |     |

| - | Centrocampista | Walter Centeno | 54' |
|   | Delantero      | Rónald Gómez   | 72' |
|   | Centrocampista | Pablo Brenes   | 85' |

| - | Centrocampista | Franklin Chacón  | 35' |
|   | Delantero      | Gerald Drummond  | 54' |
|   | Delantero      | Jonathan Bolaños | 61' |

| 2' · 33' (a.g.) | Try Benneth José Villalobos | 1:0 2:0 |

| 45' · 90+5' | Marvin Angulo Félix Montoya | 2:1 2:2 |

| Principal  | Wálter Quesada |
| Asistentes | Leonel Leal    |
|            | Édgar Otárola  |

| -     | POR   | Fausto González   |     |
|       | DEF   | Víctor Cordero    |     |
|       | DEF   | Jervis Drummond   |     |
|       | DEF   | Gabriel Badilla   |     |
|       | DEF   | Try Benneth       |     |
|       | DEF   | Andrés Núñez      | 85' |
|       | MED   | José Luis López   |     |
|       | MED   | Celso Borges      |     |
|       | MED   | Armando Alonso    |     |
|       | DEL   | Alejandro Alpízar | 72' |
|       | DEL   | Alonso Solís      | 54' |
| D. T. | D. T. | Jeaustin Campos   |     |

| -     | POR   | Ricardo González  |     |
|       | DEF   | Robert Arias      |     |
|       | DEF   | José Villalobos   |     |
|       | DEF   | Leonardo González |     |
|       | DEF   | Carlos Johnson    |     |
|       | MED   | Félix Montoya     |     |
|       | MED   | Júnior Díaz       |     |
|       | MED   | Marvin Angulo     |     |
|       | MED   | Jafet Soto        |     |
|       | DEL   | Jonathan McDonald |     |
|       | DEL   | Kenneth Vargas    | 35' |
| D. T. | D. T. | Javier Delgado    |     |

| - | Centrocampista | Walter Centeno | 54' |
|   | Delantero      | Rónald Gómez   | 72' |
|   | Centrocampista | Pablo Brenes   | 85' |

| - | Centrocampista | Franklin Chacón  | 35' |
|   | Delantero      | Gerald Drummond  | 54' |
|   | Delantero      | Jonathan Bolaños | 61' |

| 2' · 33' (a.g.) | Try Benneth José Villalobos | 1:0 2:0 |

| 45' · 90+5' | Marvin Angulo Félix Montoya | 2:1 2:2 |

| Principal  | Wálter Quesada |
| Asistentes | Leonel Leal    |
|            | Édgar Otárola  |

|                            |
| Campeón Deportivo Saprissa |
| 26.º título                |

## Estadísticas

### Tabla de goleadores
| Pos. | Jugador           | Equipo              | Goles | P.J. | Prom. |
| ---- | ----------------- | ------------------- | ----- | ---- | ----- |
| 1.º  | Víctor Núñez      | L. D. Alajuelense   | 11    | 18   | 0.61  |
| 2.º  | Diego País        | Pérez Zeledón       | 10    | 13   | 0.77  |
| 2.º  | Minor Díaz        | C. S. Cartaginés    | 10    | 16   | 0.63  |
| 4.º  | Andy Furtado      | A. D. San Carlos    | 9     | 15   | 0.60  |
| 5.º  | Alonso Solís      | Deportivo Saprissa  | 7     | 18   | 0.39  |
| 6.º  | Bill González     | Pérez Zeledón       | 6     | 15   | 0.40  |
| 6.º  | David Diach       | A. D. Carmelita     | 6     | 14   | 0.43  |
| 8.º  | Jacques Rémy      | Liberia Mía         | 5     | 12   | 0.42  |
| 8.º  | Kervin Lacey      | A. D. Carmelita     | 5     | 13   | 0.38  |
| 8.º  | Marvin Angulo     | C. S. Herediano     | 5     | 16   | 0.31  |
| 8.º  | Marvin Chinchilla | Santos de Guápiles  | 5     | 14   | 0.36  |
| 8.º  | Reynaldo Parks    | Univ. de Costa Rica | 5     | 16   | 0.31  |
| 8.º  | Ricardo Steer     | Brujas F. C.        | 5     | 16   | 0.31  |
| 8.º  | Rolando Fonseca   | Liberia Mía         | 5     | 15   | 0.33  |
| 8.º  | Steven Calderón   | Univ. de Costa Rica | 5     | 14   | 0.36  |

### Autogoles
| Jornada      | Jugador            | Autogol | Equipo al que pertenece | Equipo al que favoreció |
| ------------ | ------------------ | ------- | ----------------------- | ----------------------- |
| 3            | Carlos Picado      | 51'     | A. D. San Carlos        | A. D. Carmelita         |
| 4            | Víctor Cordero     | 20'     | Deportivo Saprissa      | Brujas F. C.            |
| 5            | Róger Estrada      | 33'     | Liberia Mía             | Brujas F. C.            |
| 6            | Esteban Maitland   | 64'     | Univ. de Costa Rica     | Santos de Guápiles      |
| 9            | Porfirio López     | 16'     | Santos de Guápiles      | A. D. San Carlos        |
| 9            | Jorge Retana       | 17'     | Liberia Mía             | C. S. Herediano         |
| 11           | Luis Venegas       | 65'     | Pérez Zeledón           | Deportivo Saprissa      |
| 12           | Alejandro González | 75'     | A. D. Carmelita         | A. D. San Carlos        |
| 12           | Richard Mahoney    | 17'     | C. S. Cartaginés        | Brujas F. C.            |
| 16           | Luis Peña          | 36'     | A. D. San Carlos        | L. D. Alajuelense       |
| Final ida    | Moctezuma Serrato  | 39'     | C. S. Herediano         | Deportivo Saprissa      |
| Final vuelta | José Villalobos    | 33'     | C. S. Herediano         | Deportivo Saprissa      |